# Nyangga
Nyangga är ett utdött australiskt språk. Nyangga talades i Queensland och tillhörde de pama-nyunganska språken.